# Atheroides persianus
Atheroides persianus är en insektsart som beskrevs av Wieczorek 2009. Atheroides persianus ingår i släktet Atheroides och familjen långrörsbladlöss. Inga underarter finns listade i Catalogue of Life.